# スピラーレ
「スピラーレ」は、牧野由依の7枚目のシングル。2008年1月23日にJVCエンタテインメントから発売された。

## 概要
表題の「スピラーレ」はイタリア語で螺旋を意味しており、メインジャケットも螺旋階段での写真が用いられている。
3作目のシングル『ユーフォリア』以来となる『ARIA』アニメシリーズのタイアップ。カップリングには2ndアルバム『マキノユイ。』から「横顔」の-acoustic version-が収録されており、後に、ROUND TABLE featuring Ninoのアルバム『Distance』でセルフカヴァーされた。

## 収録曲
1. スピラーレ [5:41]
作詞：河井英里、作曲・編曲：窪田ミナ
  - テレビ東京系テレビアニメ『ARIA The ORIGINATION』オープニングテーマ
2. 横顔 -acoustic version- [4:54]
作詞・作曲：伊藤利恵子、編曲：桜井康史・伊藤利恵子
  - テレビアニメ『ARIA The ORIGINATION』挿入歌
  - オリジナルは、アルバム『マキノユイ。』に収録。
  - 後に、ROUND TABLE featuring Ninoのアルバム『Distance』でセルフカヴァーされた。
3. スピラーレ（Instrumental）
4. 横顔 -acoustic version-（Instrumental）

## 収録アルバム
| 曲名       | 収録アルバム     | 発売日        | 備考                  |
| ---------- | ---------------- | ------------- | --------------------- |
| スピラーレ | 『マキノユイ。』 | 2008年3月26日 | 2ndオリジナルアルバム |